# Alphonse Huisman-van den Nest
Alphonse Jacques Michel Huisman-van den Nest, né le 2 avril 1869 à Schaerbeek et décédé le 19 février 1937 à Bruxelles, fut un homme politique libéral belge.
Huisman fut avocat, échevin de la ville de Bruxelles et sénateur de l'arrondissement de Bruxelles dès 1919.

## Sources
- Liberaal Archief